# Politické strany na Maltě
Tento je seznam politických stran na Maltě.

## Aktivní politické strany
Do roku 2015 neexistoval na Maltě žádný zákon vyžadující registraci a regulaci politických stran, zákon o všeobecných volbách obsahoval nezbytná ustanovení pro účast stran ve volbách, ale mezi volbami nebyl veden žádný oficiální seznam. Zákon o financování politických stran, který byl přijat v roce 2015 a vstoupil v platnost 1. ledna 2016, zavedl požadavek, aby se politické strany zaregistrovaly u volební komise.

### Parlamentní strany
| Název | Název                                       | Zkratka | Ideologie                                                               | Pozice        | Evropský parlament |
| ----- | ------------------------------------------- | ------- | ----------------------------------------------------------------------- | ------------- | ------------------ |
|       | Labouristická strany Partit Laburista       | PL      | sociální demokracie                                                     | středolevice  | PES                |
|       | Nacionalistická strany Partit Nazzjonalista | PN      | křesťanská demokracie, sociální konzervatismus, ekonomický liberalismus | středopravice | EPP                |

### Mimoparlamentní strany
| Název                                               | Založeno | Zkratka | Ideologie                                                        | Evropský parlament |
| --------------------------------------------------- | -------- | ------- | ---------------------------------------------------------------- | ------------------ |
| Impérium Evropa Imperium Europa                     | 2000     |         | antisemitismus, celoevropský nacionalismus, bílý nacionalismus   |                    |
| Aliance pro změnu Alleanza Bidla                    | 2013     | AB      | sociální konzervatismus, křesťanská demokracie, euroskepticismus | ECPM               |
| Hnutí maltských patriotů Moviment Patrijotti Maltin | 2016     | MPM     | nacionalismus, anti-imigrace                                     |                    |
| Partit Popolari                                     | 2020     |         | pravicová politika                                               |                    |
| AD+PD                                               | 2020     | AD+PD   | zelená politika, sociální demokracie, progresivismus             | EGP                |

## Zaniklé a neaktivní strany
- Demokratická alternativa
- Demokratická strana
- Alleanza Nazzjonali Repubblikana
- Aliance liberálních demokratů Malty
- Alfa - liberálně demokratická strana
- Protireformní strana
- Křesťanská dělnická strana
- Komunistická strana Malty
- Ústavní strana
- Strana demokratické akce
- Demokratická nacionalistická strana (1921–1926)
- Demokratická nacionalistická strana (1959–1966)
- Gozo strana
- Jonesová strana
- Dělnická strana Malty
- Maltská politická unie
- Národní akce (Azzjoni Nazzjonali)
- Progresivní ústavní strana